# Hedda Theen-Pontoppidan
Hedda Theen-Pontoppidan (* 23. April 1912 in Hamburg; † 11. Oktober 2013) war eine deutsche Malerin, Zeichnerin und Restauratorin für norddeutsche Volkskunst.

## Leben
Hedda Pontoppidan wurde am 23. April 1912 in Hamburg als Tochter der Kaufleute Pontoppidan geboren. Im Alter von fünf Jahren bekam sie ersten privaten Zeichenunterricht in ihrem Elternhaus, seit 1928 erhielt sie neben der Schule Unterricht in Akt und Porträt an der Landeskunstschule Hamburg. 1929 fasste sie den Entschluss, Malerin zu werden. 1930 folgte ein Studium des figürlichen Zeichnens und Malens an der Hamburger Landeskunstschule. Bald darauf erhielt sie ein Stipendium der Erdwin-Amsinck-Stiftung, Hamburg.
1932, im Alter von 20 Jahren, besuchte sie einen Kurs beim Maler Hans Holtorf in Langballig nahe der Flensburger Förde, Schleswig-Holstein. Aus diesen acht Wochen wurden fünf Jahre. Dort lernte sie auch ihren späteren Mann Lutz Theen kennen, ebenfalls Schüler Holtorfs. In den Jahren 1937 und 1938 besuchte sie die private Kunstschule Oswald Malura in München, kehrte jedoch wieder nach Schleswig-Holstein zurück und heiratete 1940 ihren Malerkollegen Lutz Theen. Am 11. März 1944 wurde ihr Sohn Carsten Theen geboren. Er starb 1970 bei einem Verkehrsunfall.
Die wirtschaftlichen Verhältnisse des Ehepaares Theen blieben viele Jahre lang bescheiden, sie lebten zur Untermiete in beengten Verhältnissen in Langballig. Allerdings gelang es ihnen 1967 und mit Hilfe einer finanziellen Zuwendung aus dem Hause Pontoppidan, die alte Dorfschmiede in Nordballig zu erwerben, eine kleine Ortschaft in der Nähe. Sie umfasste ein Wohnhaus und ein Schmiedegebäude, das zum Atelier und Ausstellungsraum umgestaltet wurde.
Im Lauf der Jahre und Jahrzehnte entstanden zahlreiche Öl- und Temperabilder und Zeichnungen der Landschaft Angelns an der Flensburger Förde. Viele alte Bauernmöbel und Haushaltsgegenstände, insbesondere hölzerne Hutschachteln, wurden von ihr restauriert und bemalt.

## Technik
Bevorzugte Techniken waren die Temperamalerei auf grundiertem Papier sowie auf grundierter Pappe und die großformatige Sepiazeichnung auf grundiertem Papier. War ihr Lehrer Holtorf noch expressionistisch vorgegangen, kam Hedda Theen stärker der impressionistischen Anschauung nach, verband sie aber mit der schichtweisen Maltechnik alter Meister.

## Einflüsse
Besondere Bewunderung hegte sie für Vincent van Gogh und Frans Hals.